# Sam Altman
Samuel Harris Altman (Chicago, Illinois, 22. travnja 1985.) američki je poduzetnik i investitor, najpoznatiji kao glavni izvršni direktor OpenAI-ja od 2019. Također je predsjednik tvrtki za čistu energiju Oklo Inc. i Helion Energy. Altman se smatra jednom od vodećih figura procvata umjetne inteligencije.
Odustao je od studija na Sveučilištu Stanford nakon dvije godine i osnovao društvenu mrežu Loopt, prikupivši više od 30 milijuna dolara rizičnog kapitala. Godine 2011. Altman se pridružio startup akceleratoru Y Combinator te je bio njegov predsjednik od 2014. do 2019.

## Rani život i obrazovanje
Altman je rođen 22. travnja 1985. u Chicagu, Illinois u židovskoj obitelji, a odrastao je u St. Louisu, Missouri. Majka mu je dermatologinja, a otac je bio broker za nekretnine. Altman je najstariji od četvero braće i sestara. U dobi od osam godina dobio je svoje prvo računalo, Apple Macintosh, i počeo učiti programirati i rastavljati računalni hardver. Pohađao je privatnu školu John Burroughs u Ladueu, Missouri. Godine 2005., nakon što je proveo dvije godine na Sveučilištu Stanford studirajući informatiku, odustao je od studija ne stekavši diplomu prvostupnika.